# Stanisław Pareński
Stanisław Pareński (ur. 16 listopada 1843 w Krakowie, zm. 17 czerwca 1913 pod Szczakową) – polski lekarz internista, profesor Uniwersytetu Jagiellońskiego, społecznik i mecenas sztuki.

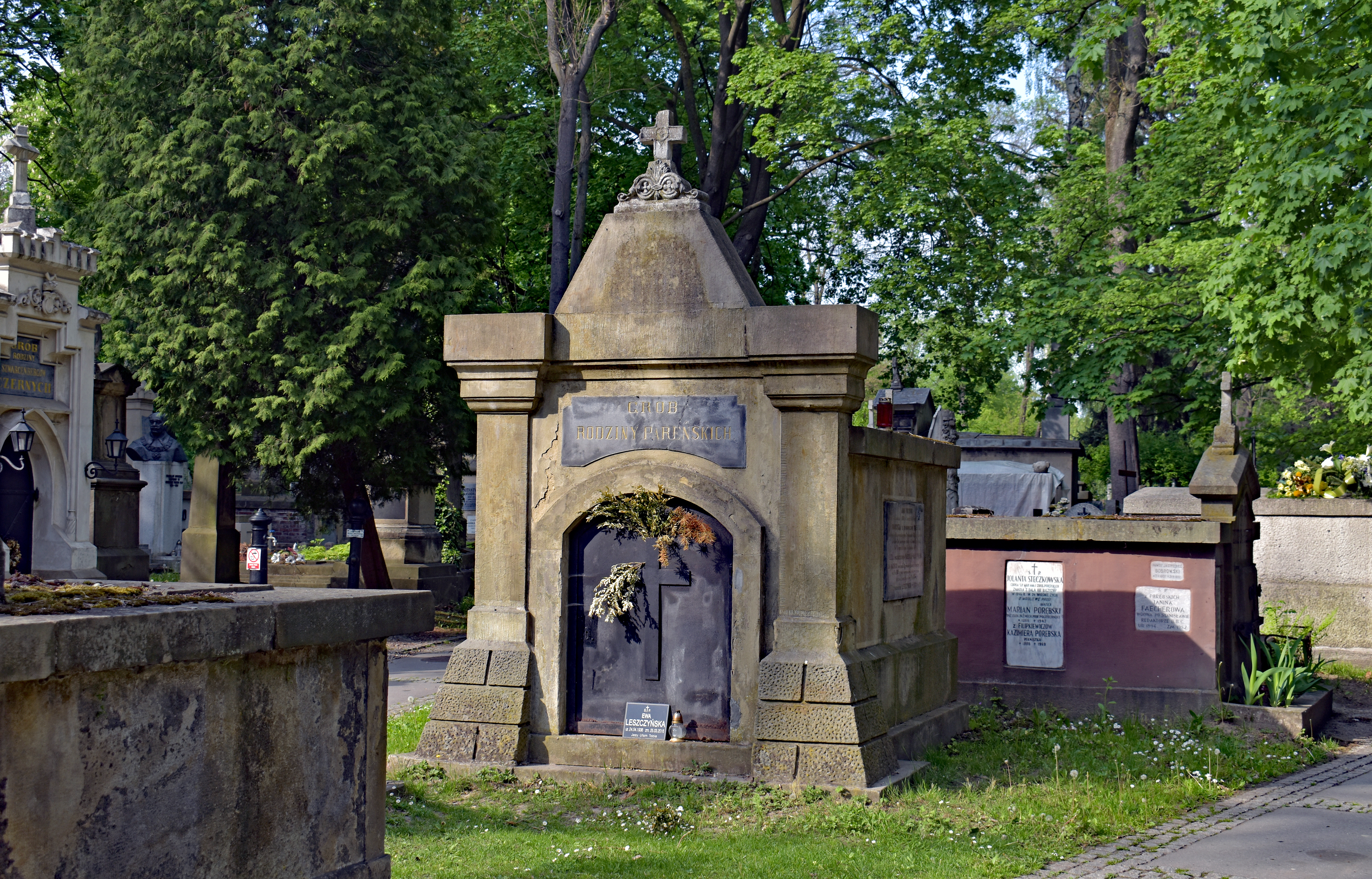
Grobowiec Pareńskich.

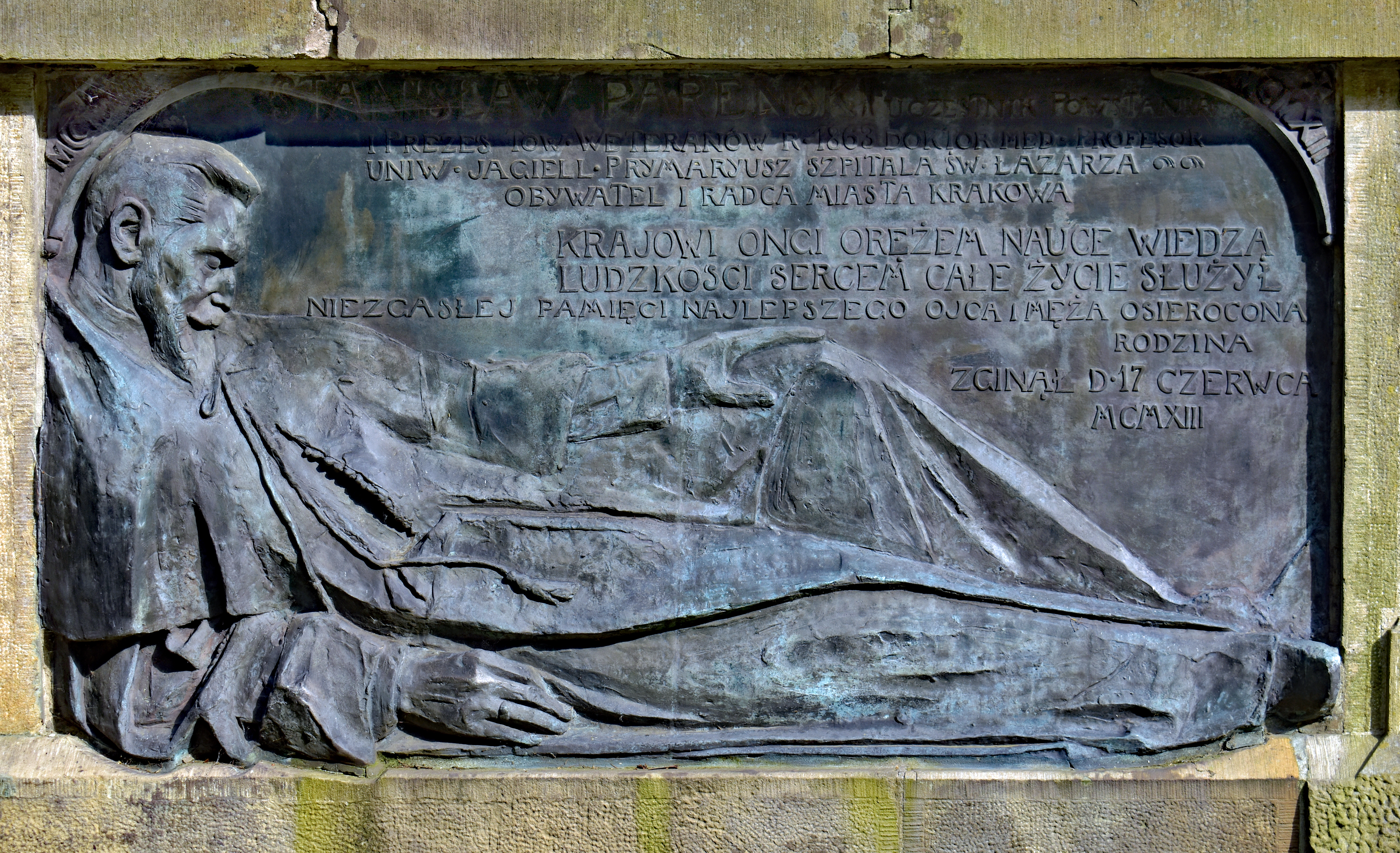
Plakieta projektu Xawerego Dunikowskiego na grobowcu

## Życiorys
Urodził się 16 listopada 1843 w Krakowie. Był synem radcy sądowego Józefa Pareńskiego i Franciszki z domu Żychowicz. Po ukończeniu w 1862 Gimnazjum św. Anny w Krakowie podjął studia lekarskie na Uniwersytecie Jagiellońskim, przerwał je jednak po wybuchu powstania styczniowego, w którym walczył pod komendą kapitana Anastazego Władysława Mossakowskiego. Po rozbiciu jego oddziału pod Jaworznikiem i upadku powstania podjął studia medyczne, kończąc je tytułem doktora wszech nauk lekarskich, który otrzymał 28 lutego 1868.
Do 1870 był asystentem w katedrze anatomii patologicznej UJ u prof. Alfreda Biesiadeckiego, po czym uzyskał doktorat z chirurgii, przechodząc na stanowisko sekundariusza Oddziału Wewnętrznego w szpitalu św. Łazarza. W 1871 wyjechał do Wiednia, gdzie studiował u prof. J. Skody i znanego chirurga T. Billrotha. Otrzymał tam tytuł magistra położnictwa, po czym wrócił do Krakowa, gdzie powierzono mu stanowisko asystenta Kliniki Chorób Wewnętrznych UJ, a po śmierci kierownika Kliniki, Karola Gilewskiego – zastępcy profesora (od 17 czerwca 1871 do 1873).
Habilitację otrzymał w 1872 na podstawie rozprawy O wrzodach przewodu pokarmowego skutkiem zatoru powstających, po czym otrzymał nominację na docenta diagnostyki chorób wewnętrznych. W tym okresie ciężko zachorował, a kierownictwo Kliniki objął Edward Korczyński. Na początku 1875 roku Pareński powrócił do pracy w szpitalu św. Łazarza, w którym przez 38 lat od 1 czerwca 1875 aż do śmierci pełnił obowiązki prymariusza (ordynatora). 15 stycznia 1890 został mianowany profesorem nadzwyczajnym patologii i terapii chorób wewnętrznych na Wydziale Lekarskim UJ.
Pracował na rzecz Krakowa, od 1878 jako członek komisji sanitarnej, a od 1881 roku jako członek Rady Miejskiej. Pracował w sekcji dobroczynności publicznej, początkowo jako zastępca, a od 1886 roku jako jej przewodniczący. Był prezesem Polskiego Towarzystwa Balneologicznego (1910-1913).
Opracował m.in. powszechnie stosowaną w Krakowie na początku XX wieku recepturę lekarstwa przeciwko kaszlowi, zwaną „proszkami doktora Pareńskiego”.
Żoną Pareńskiego była bywalczyni krakowskiej cyganerii Eliza z domu Mühleisen (18 maja 1857 – 14, a właściwie 24 lutego 1918). Córki doktora Pareńskiego, Zofia i Maria, pojawiły się jako postaci dramatu Wyspiańskiego „Wesele” – Zosia i Maryna. Pareński miał jeszcze troje innych dzieci: synów pierworodnego Adama (1881-1885) oraz  Jana (zginął jako lotnik podczas wojny polsko-ukraińskiej) i najmłodszą córkę Elizę, późniejszą żonę poety Edwarda Leszczyńskiego. Eliza była kilkakrotnie portretowana przez Wyspiańskiego (najbardziej znany jest jej portret podwójny z 1905) i innych artystów (np. W. Wojtkiewicza); do portretów pozowały także pozostałe córki Pareńskiego.

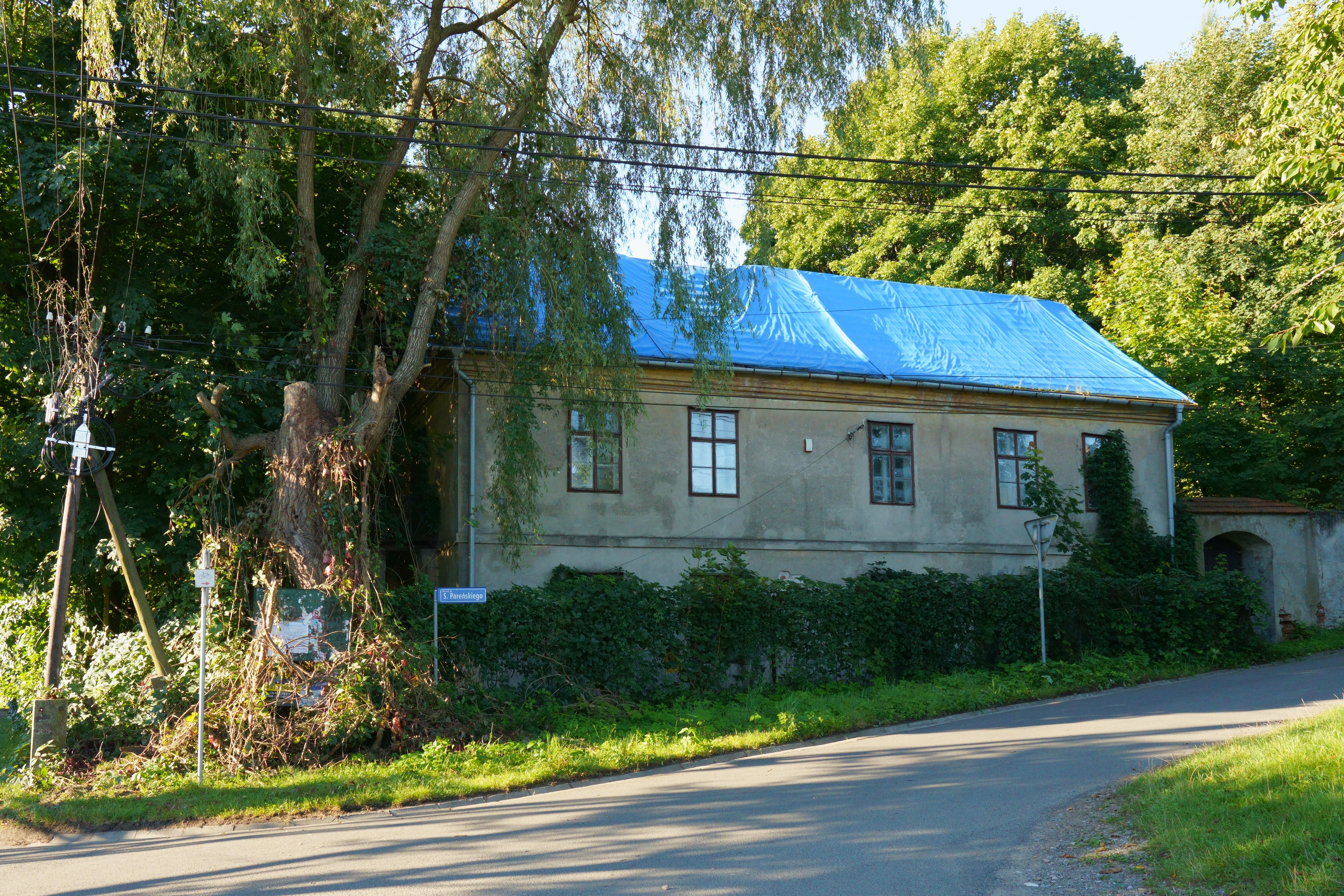
Willa „Eliza” w Tenczynku (2022)

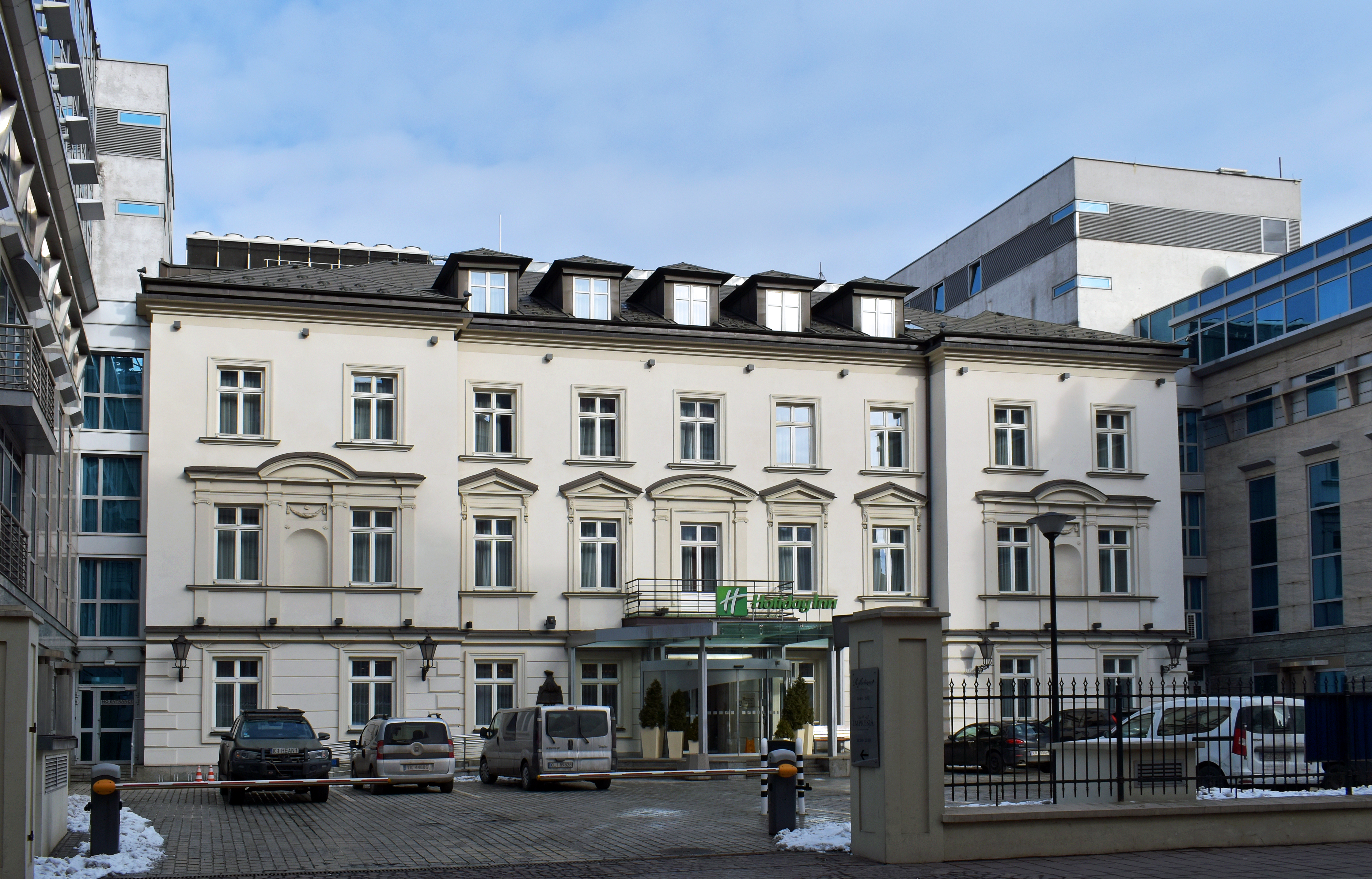
Pałac Pareńskich
Kraków ul. Wielopole 4

Posiadał willę Eliza w Tenczynku nazwaną imieniem jego żony.
Po wezwaniu telegraficznym 17 czerwca 1913 rano wyruszył koleją do chorego do Zawiercia. Za stacją w Szczakowej zorientował się, że zmierza niewłaściwym pociągiem, tj. nie do Granicy, lecz w stronę Mysłowic w Prusach. Nie chcąc tracić czasu wyskoczył z jadącego wagonu i odniósł śmiertelne obrażenia. Został znaleziony jeszcze żywy przez budnika kolejowego na nasypie kolejowym około 1 km od stacji. Przyczyną zgonu było złamanie podstawy czaszki lub złamanie kręgosłupa. Jak relacjonowano, wcześniej profesor kilkakrotnie wyskakiwał z pociągu w podobnych przypadkach pomyłki trasy kolejowej.
Został pochowany w grobowcu rodzinnym na cmentarzu Rakowickim w Krakowie (kwatera O).